# 將軍澳連儂隧道斬人案
將軍澳連儂隧道斬人案是指2019年8月20日凌晨在香港新界將軍澳發生的襲擊事件。一名手持兩把利刀的男子在景林邨和厚德邨之間的行人隧道連儂牆向在場市民發動襲擊，有三名市民走避不及中刀被斬傷，刀手傷人後逃入附近的頌明苑脫掉染血藍色上衣後，換上紅色衣服後離開大廈逃去無蹤。襲擊造成三人受傷，其中一人情況危殆。同時警方也因為在剛事發時緝兇不力而遭受批評。其後法官郭偉健在判詞中讚揚疑犯「情操高尚」及反批評其他在場市民一事引起社會譁然，審判備受爭議。

## 經過

### 刀手突然持刀襲擊市民
據目擊者表示，凌晨1時許事發時兩名女事主正在聊天，刀手出現上前搭訕，內容涉及遊行及政治立場等問題，兩女事主指煙味難聞，叫正在抽煙的刀手不要站太近，稍後刀手即取利刀向兩女施襲，其中一名女事主手中刀，另一人則頭部中刀。據另一目擊者表示，當時正在廁所準備洗澡，突然聽到女子的慘叫聲，於是立刻穿回衣服落樓趕到現場，刀手當時已經離開，被斬的傷者則在流血。目擊者又表示，刀手跑入頌明苑，於是尾隨保持一段約7至8米距離，在嘉明閣對開詢問其他街坊後，得知刀手已進入嘉明閣。

### 警方到場調查稱未有發現
警方抵達現場，並封鎖現場調查，撿獲兩把利刀，但被指未有向目擊者錄取口供，亦沒有查看大廈閉路電視，亦沒有作大規模搜索，逗留約10分鐘後便收隊離開，引起在場街坊不滿。

### 街坊不滿警方並自發搜索刀手
在場街坊不滿警方並未深入調查，於是自行組隊進入嘉明閣搜索，並兵分兩路由高層向下行，街坊在21樓垃圾桶內，發現刀手棄下的一套染血藍色上衣，於是再度報警。同時有街坊到地下大堂守着出入口以防刀手再次逃走。

### 警方再次到場反而調查街坊
軍裝警員帶着警犬到場，到21樓向在場街坊了解情況及調查，之後呼籲街坊離開，街坊未有理會，要求警員查看大廈閉路電視，而保安員則表示沒有權限翻看閉路電視，警員未有設法進行調查，反而查街坊身份證。

### 議員到場協助及翻看閉路電視
民主黨立法會議員鄺俊宇到場，協助找到管理處職員到場翻看閉路電視片段，結果看到刀手曾經乘升降機上21樓，更換衣服後離開屋苑。

### 街坊要求調查但警方無視離去
街坊要求警方深入調查，並鎖定刀手身份後進行通緝，但警方未有跟進收隊離開。

## 事主
事件中有兩名女子（26歲、35歲）一名男子（24歲）受傷。當中26歲黃姓女傷者情況一度危殆，她肺部三處中刀，受傷致胸腔積血達500毫升，有傷口被刺穿5厘米，手臂一條靜脈亦被斬斷。該名女傷者之後被證實任職《信報》副刊記者，並即將改往任職《明周文化》。
另外兩名傷者情況較輕。

## 警方拘捕疑犯
在被市民批評敷衍式調查之後，警方終於在下午3時許於羅湖口岸拘捕50歲的疑犯洪震（英文：Hung Chun Tony）。兩日後在觀塘裁判法院提堂。

## 後續事件

### 法官聲稱被告「情操高尚」引起輿論譁然
2020年4月24日，香港區域法院法官郭偉健判洪震入獄45個月。法官在宣讀判詞的一個半小時內，未有片言隻字斥責行兇的被告，亦採取和四年前表明法庭不加入政治辯論的態度不同，指事發時一名女傷者自衛推開被告是「火上加油」，又花上三分之一時間狂轟社運活動，批評案發現場爭取民主的和平示威者進行恐怖活動，將被告的行為歸咎於社運，實屬合理，又讚揚被告洪震願意接受懲罰，擁有「高尚情操」，甚至指「這情操在一些接受高等教育的知識分子及專業人士身上都沒有」。
有關言論引來社會各界猛烈批評。民主黨立法會議員林卓廷狠批主審法官判詞「顛倒黑白是非」，形容對判詞感到「極之震驚」，又批評郭將私人政見放在法庭上。西貢區議員柯耀林則稱，法官沒有譴責被告施用暴力，是向被插穿肺部的女記者等傷者「傷口上灑鹽」。藝名專家Dickson的香港演員阮文泰在社交網站發文批評郭把連儂牆等同「不折不扣嘅恐怖活動」，又反問如果「葉繼歡打完劫肯捐返幾萬出嚟」，是否就是「被逼鋌而走險嘅善長人翁」。
身兼執業大律師的公民黨立法會議員楊岳橋亦透過個人社交專頁發文指出郭在作出裁決時，把一些與案件無關、未有證據基礎及未經法庭討論的事情加入作量刑考慮，再配以「滿手鮮血」、「高尚情操」等字眼偏頗的用詞，令到被告獲得認罪後扣減三分之一刑期後再得到額外的減刑，會令人感到郭作為法官在判刑時加入了大量情感和政見，是極為不客觀的表現。但楊亦用郭在處理2016年魚蛋革命的求情時，卻以法官無權衡量政治訴求及將政治辯論帶上法庭作對比，質疑郭雙重標準及有按被告政治取向以定奪判刑之嫌，更指若法官繼續給人一種不中立和不能伸張正義的感覺，香港社會將會距離法治愈來愈遠。
2020年5月25日，終審法院首席法官馬道立發表聲明，表示法官於公眾發表不必要政見會損害司法機構的獨立運作及公信力，亦決定郭暫時不應審理涉及類似政治背景的案件。